# رودريغو (لاعب كرة قدم مواليد 1972)
رودريغو هو لاعب كرة قدم برازيلي في مركز الوسط، ولد في 20 مايو 1972 في أوبرلانديا في البرازيل. شارك مع منتخب البرازيل تحت 20 سنة لكرة القدم. أما مع النوادي، فقد لعب مع بوتافوغو ريغاتاس وريال سبورتينغ خيخون وسانتو أندريه وسبورتينغ براغا ونادي أونياو دا ماديرا ونادي الهلال ونادي فلامنغو ونادي مالقا.

## وصلات خارجية
- رودريغو (لاعب كرة قدم مواليد 1972) على موقع الاتحاد الدولي (مؤرشف)  (الإنجليزية)